# August Föppl

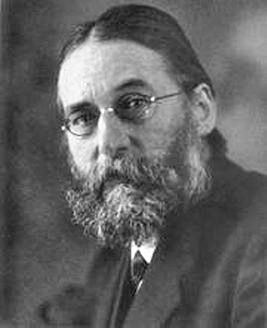
August Föppl

August Otto Föppl (* 25. Januar 1854 in Groß-Umstadt, Hessen; † 12. Oktober 1924 in Ammerland) war ein deutscher Ingenieurwissenschaftler für Mechanik und Elektrotechnik sowie Hochschullehrer.

## Leben
Föppl war der Sohn des Arztes Carl August Föppl (zuletzt Kreisarzt in Höchst im Odenwald) und studierte ab 1869 Bauwesen an der Polytechnischen Schule Darmstadt, wo er Gründungsbursche der Darmstädter Burschenschaft Germania / Alten Darmstädter Burschenschaft Germania war. Er setzte das Studium an der Polytechnischen Schule Stuttgart bei Christian Otto Mohr fort und schloss es 1874 an der Technischen Hochschule Karlsruhe ab. Danach unterrichtete er zunächst an der Baugewerkschule Holzminden und von 1877 bis 1892 Algebra und Technische Mechanik an der Gewerbeschule Leipzig. Nebenher begann er ein Studium der Physik bei Gustav Heinrich Wiedemann, das er mit einer Promotion im Jahr 1886 abschloss. Der Dissertation lagen zwei Veröffentlichungen über Statik, Theorie des Fachwerks von 1880 und Theorie der Gewölbe von 1881, zugrunde. Darauf aufbauend berechnete er die gusseisernen Fachwerkträgerkonstruktionen zur Überdachung der städtischen Zentralmarkthalle in Leipzig. 1892 wurde er außerordentlicher Professor für landwirtschaftliche Maschinenlehre und Kulturtechnik an der Universität Leipzig.
Von 1894 bis 1922 war August Föppl als Nachfolger von Johann Bauschinger Professor für Technische Mechanik und Grafische Statik (heutiger Lehrstuhl für Werkstoffkunde und Werkstoffmechanik) der Technischen Hochschule München sowie des Mechanisch-Technischen Laboratoriums (heute: Staatliches Materialprüfamt für den Maschinenbau). 1922 wurde er emeritiert.
Föppl führte Experimente zu Kreiseln und Schwingungen durch und begründete die Lehre der kritischen Schwingungen. In der Theorie führte er z. B. die Föppl-Klammer ein. Er veröffentlichte über die Lavalturbine und den Schiffskreisel von Ernst Otto Schlick. Bekannt waren seine Lehrbücher der Technischen Mechanik. Föppl förderte und beschrieb (1898 bis 1910, 6 Bände) die technische Mechanik als Wissenschaft und trug durch Einführung der Vektorrechnung wesentlich zur theoretischen Beherrschung und Berechenbarkeit technischer Prozesse bei.
Arnold Sommerfeld bezeichnete ihn als einen „hochverdienten Forscher und Lehrer aus allen Gebieten der angewandten Mechanik“ und wies darauf hin, dass Föppl der erste war, der Oliver Heavisides Vektorrechnung in Deutschland vertreten hat. Er verwendet diese in seiner Einführung in die Maxwellsche Theorie der Elektrizität (Leipzig 1894). Dies war das erste deutschsprachige Lehrbuch zu James Clerk Maxwells Theorie der Elektrodynamik. Dieses Lehrbuch wurde auch zu einer wichtigen Quelle für Albert Einstein bei seinen Überlegungen zur Elektrodynamik bewegter Körper bzw. für die spezielle Relativitätstheorie.
Einer seiner ersten Assistenten war Ludwig Prandtl, der später sein Schwiegersohn wurde.
Er erhielt die Ehrendoktorwürden der Technischen Hochschule Darmstadt und der Technischen Hochschule München und den Ehrentitel Geheimer Hofrat. 1909 wurde er als ordentliches Mitglied in die Bayerische Akademie der Wissenschaften berufen. Er gehörte auch dem Verein Deutscher Ingenieure (VDI) an.
Seit 2002 vergibt die Technische Universität München die Föppl-Medaille, mit der Mitarbeiter für besonderes Engagement in der beruflichen Ausbildung ausgezeichnet werden.

## Familie
Er heiratete Emilie Schenck (1856–1924). Ihre Kinder waren Gertrud (⚭ Ludwig Prandtl), Otto Föppl (1885–1963; Professor für Technische Mechanik an der TH Braunschweig), Else (⚭ Hans Thoma, 1887–1973, Professor für Elektrotechnik in Karlsruhe) und Ludwig Föppl (1887–1976; Professor für Technische Mechanik an der TH München).

## Ehrungen
- Auf dem Stammgelände der TU München ist ein Hörsaal im N1-Gebäude nach ihm benannt
- An der Hochschule für Technik, Wirtschaft und Kultur Leipzig (HTWK) trägt ein Gebäude seinen Namen.
- In seiner Geburtsstadt Groß-Umstadt wurde eine Straße, die Dr.-Föppl-Straße, nach ihm benannt.
- Seit 1993 gibt es im Gewerbegebiet Nordost in Leipzig eine Föpplstraße.[10]
- Seit 2002 zeichnet die TU München mit der August Föppl-Medaille Mitarbeiterinnen und Mitarbeiter aus, die sich besonders für die berufliche Ausbildung einsetzen.[11]

## Schriften
- Lebenserinnerungen. R. Oldenbourg 1925
- mit Otto Föppl: Grundzüge der Festigkeitslehre. Teubner 1923
- mit Ludwig Föppl: Drang und Zwang : Eine höhere Festigkeitslehre für Ingenieure. 2 Bände. Oldenbourg 1920, 3. Auflage 1941/43
- Vorlesungen über Technische Mechanik. Teubner Verlag. Band 1: Einführung in die Mechanik, 5. Auflage 1917; Band 2: Graphische Statik, 3. Auflage 1912; Band 2: Festigkeitslehre, 5. Auflage 1914; Band 4: Dynamik, 4. Auflage 1914, Band 5: Die wichtigsten Lehren der Elastizitätstheorie, 1905; Band 6: Die wichtigsten Lehren der höheren Dynamik, 1910
  - Zuerst 1897 bis 1900. Spätere Auflagen im Oldenbourg Verlag, z. B. Band 3, 15. Auflage 1951, wobei seine Söhne Herausgeber waren
- mit Max Abraham: Theorie der Elektrizität. Band 1: Einführung in die Maxwellsche Theorie der Elektrizität. 4. Auflage. Teubner, 1912 (zuerst als alleiniger Autor 1894)
- Das Fachwerk im Raum. 1892
- Geometrie der Wirbelfelder. 1897